# Ballinskelligs
La ciudad de Ballinskelligs (también reconocida como Baile an Sceilg en gaélico irlandés) significa "Casa de las rocas", es uno de los pueblos pertenecientes a la región Gaeltacht, es decir, que conserva el idioma nativo. Se encuentra ubicada al suroeste de la  Península de Iveragh en el Condado de Kerry, en la región de Munster.
Las rocas a las que se refiere su nombre son las Islas Skellig  (compuesta por Skellig Michael y Little Skellig) una vieja colonia monástica en la costa de Ballinskelligs.
En este sitio se encuentra la Abadía Ballinskelligs así como también el Castillo Ballinskelligs.